# Děkuji (album)
Děkuji je jméno alba Karla Kryla z roku 1995. Obsahuje nahrávky z pozůstalosti z let 1967-1993. Vydal Bonton na CD a MC.

## Seznam skladeb
1. Nechej ho spát
2. Tráva
3. Střepy
4. Zpívání pro Miss Blanche
5. Prsten s kamejí
6. Nehažte kamení
7. Kateřina
8. Ellena
9. Hanina
10. Spásonosný song
11. Romeo a Julie
12. Balada Manoně
13. Svíčky
14. Provizorní balada
15. Deštivý den
16. Stín topolů
17. Noviny
18. Zkouška dospělosti
19. Strejček Strach a teta Obava
20. Kain IX
21. Jidáš
22. Zapření Petrovo
23. Žalm 71
24. Děkuji
25. Žalm 120